# 維克多·雨果路 (里昂)

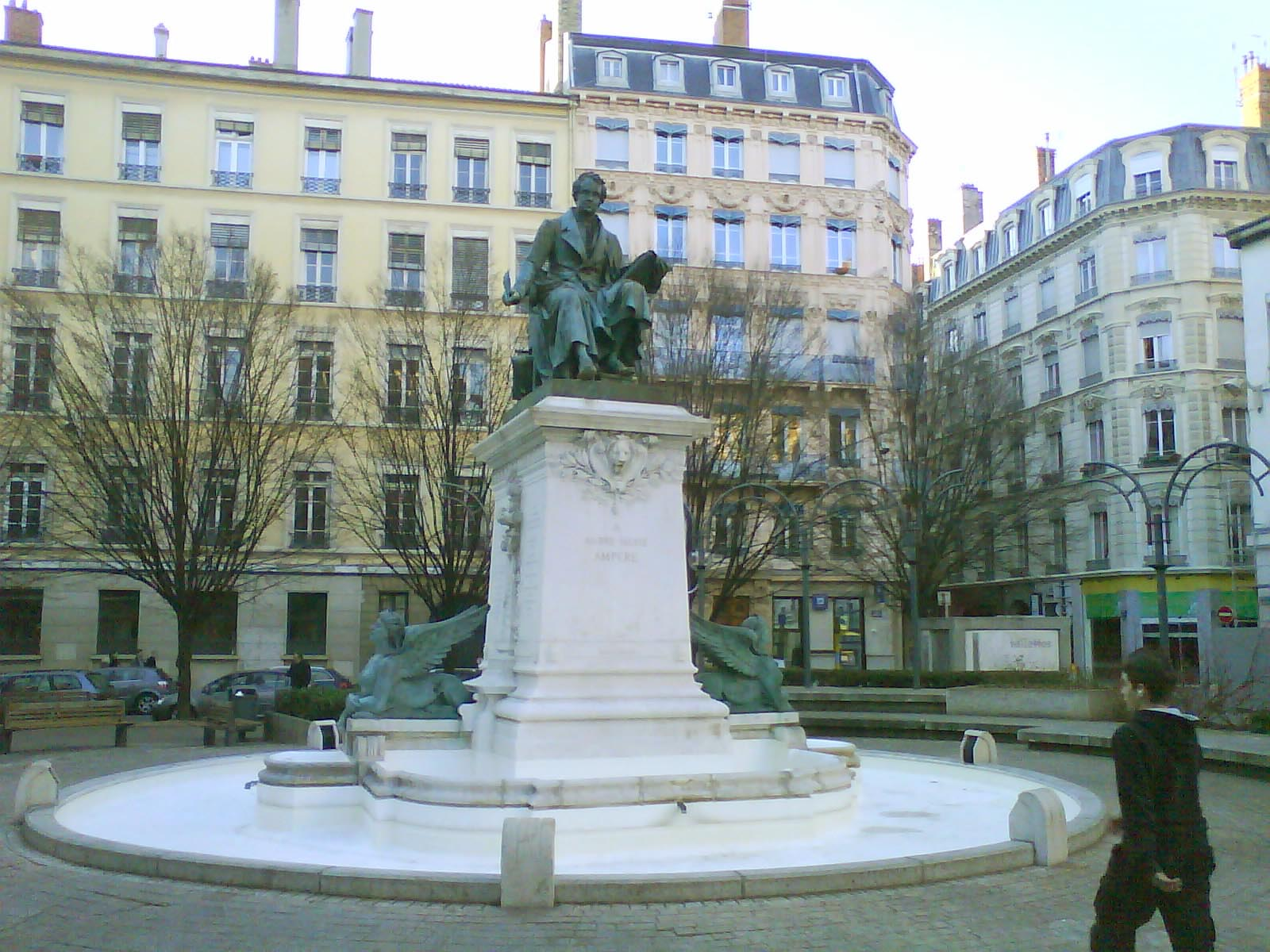
安培广场

維克多·雨果路（Rue Victor-Hugo）是里昂第二区的一条步行街，南北走向，连接白莱果广场和卡诺广场。它是里昂最知名的购物区之一。白莱果广场另一侧的共和路是它的自然延伸，共同构成欧洲最大的步行街之一。 沿线地铁站有Perrache站、白莱果广场站和安培-雨果站。它所在的区域被联合国教科文组织列为世界遗产。
这条路上主要是餐厅，商店和酒店。在它的中心是安培广场，地铁站的名称为安培-雨果站。
这条路两侧主要是19世纪的3-6层建筑。圣赫勒拿路和Jarente路转角有两座古老的房屋，大多数门有精美的雕塑和装饰品（狮子头，蛇... ...）。。  
这条路在1816年到1848年，以及1852年到1885年，名为波旁路。1848年-1852年名为共和路。
1974年，因修建里昂地铁A线，这条路被挖开。两年后的1976年12月8日，不顾业界的反对，这条路被改造成步行街，为里昂和法国的第二条步行街（第一次是几个月前开幕的共和路）。。